# 대한불교보문종
대한불교 보문종(大韓佛敎普門宗)은 1972년 7월 6일 서울 동대문구 보문동 3가 168에서 이긍탄(李亘坦) 스님이 창종한 한국불교의 한 종파이다.
석가모니불을 본존불로, 대애도니(大愛道尼)를 종조로, 《관음경》을 소의경전으로 한다. 종지(宗旨)는 석가모니불의 근본이념과 보문시현의 관세음보살 구제사상에 의하여 전미개오와 복지사회구현을 목적으로 한다.
세계 유일의 비구니 종단인 보문종은 1972년 6월 경주 석굴암의 모습을 보문사(普門寺) 안에 재현시키고 1972년 8월 재단법인보문원을 설립하여 본 궤도에 올렸다.
종단기구는 종정 아래 3원 2부가 있고 원로기구로 기로원이 있다.
교육사회사업으로 1970년 8월 공민학교 겸 강원인 보강원을 설립하였으며, 보문양로원을 경영하고 있으며, 월 1회 걸인을 초청하여 위로회를 연다. 지장회(매월 18일) · 관음회(매월 24일)를 열어 포교 사업에도 진력하며, 총무원장이 모든 일을 총관장하고 있다.